# Corona 107
Corona 107 – amerykański satelita rozpoznawczy przeznaczony do wykonywania zdjęć powierzchni Ziemi. Trzydziesty pierwszy statek serii KeyHole-4A tajnego programu CORONA. Kapsuły powrotne odzyskano w locie nad Pacyfikiem 14 (1031 -1) i 18 (1031-2) kwietnia 1966 roku. Z powodu awarii i zacięcia się filmu nie był on przesyłany do kapsuły 1031-2.

## Opis

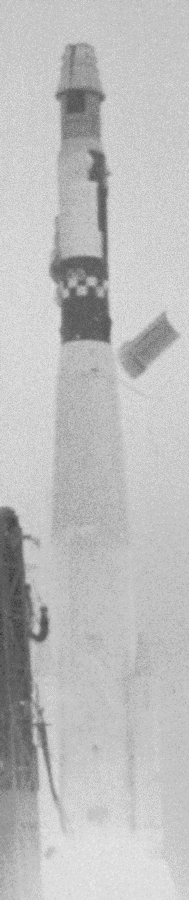
Start rakiety Thor SLV-2A Agena D z satelitą Corona 107

Głównym komponentem satelity były dwie szerokokątne kamery wyprodukowane przez Itek Corporation, z obiektywem o ogniskowej 610 mm, ze średnicą soczewek 180 mm. Kamery obsługiwały czarno-białą błonę fotograficzną o szerokości 70 mm wyprodukowaną przez firmę Eastman Kodak. Uzyskiwana rozdzielczość zdjęć dochodziła do 170 linii na 1 milimetr filmu. Film po naświetleniu był przesuwany za pomocą zestawu rolek do odpowiedniej kapsuły. Na początku misji naświetlony film był przekazywany do kapsuły nr 1, która następnie oddzielała się od satelity, lądowała na spadochronie w rejonie Pacyfiku i była przechwytywana podczas opadania przez specjalnie do tego przystosowany samolot. Następnie cykl powtarzano w odniesieniu do kapsuły nr 2 .
Stabilizację satelity zapewniał system składający się z dodatkowej kamery i silników korekcyjnych. Kamera ta skierowana na wybrane gwiazdy, gwarantowała, że główne kamery szerokokątne są skierowane w kierunku Ziemi. W przypadku wykrycia tendencji do utraty kontaktu z gwiazdami, uruchamiane były silniczki korekcyjne .

## Misja
Misja rozpoczęła się 7 kwietnia 1966 roku, kiedy rakieta Thor Agena D wyniosła z kosmodromu Vandenberg na niską orbitę okołoziemską 31. satelitę z serii KH-4A. Po znalezieniu się na orbicie KH-4A 31 otrzymał oznaczenie COSPAR 1966-029A. Śledzeniem i sterowaniem satelitą zajmował się naziemny ośrodek Satellite Test Center w Sunnyvale.
Kapsuła 1031-1 lądowała na Pacyfiku 14 kwietnia po siedmiu dniach na orbicie i 113 okrążeniach Ziemi, 1031-2 lądowała 18 kwietnia po wykonaniu 177 okrążeń. Film, który miał trafić do kapsuły 1031-2, w wyniku awarii i chwilowego braku jego naprężenia między rolkami transportującymi, uległ deformacji i nie trafił do kapsuły lądownika.
Jakość wykonanych zdjęć była lepsza niż w kilku poprzednich misjach.
Satelita spłonął w atmosferze 26 kwietnia 1966 roku.